# Ambassade de Guinée au Mali
L'ambassade de Guinée au Mali est la principale représentation diplomatique de la république de Guinée au Mali.

## Liste des ambassadeurs
Les ambassadeurs de Guinée au Mali ont été successivement :
| N° | Nom et prénoms   | titre de fonction   | Debut          | Fin            |
| -- | ---------------- | ------------------- | -------------- | -------------- |
| 01 | Kabinet Konde    |                     | 2013           |                |
| 2  | Fodé Keita       | ambassadeur         |                | 4 février 2022 |
| 3  | Abdoulaye Fofana | Chargé des affaires | 9 février 2022 | 8 août 2023    |
| 3  | Abdoulaye Fofana | ambassadeur         | 8 août 2023    | En cours       |